# Jesús Ruvalcaba
Jesús Ruvalcaba Dorado (San Pedro Tlaquepaque, Jalisco, México, 8 de enero de 1910 - Ciudad de México, 19 de agosto de 1954). Violinista, pianista, filarmónico, concertista, arreglista y director mexicano. Miembro de la Orquesta Sinfónica de México y de la Orquesta Sinfónica de la Universidad como violín primero y solista. (Instrumentos: violín, saxofón, contrabajo, guitarra y piano). 

## Reseña biográfica

### Inicio en la música
Inició sus estudios musicales con el maestro Félix Peredo en la Academia Juan Fray de la Cruz en la ciudad de Guadalajara, Jalisco, México.
A los 22 años de edad, junto con su hermano Salvador Ruvalcaba, se trasladó a la Ciudad de México para estudiar en el Conservatorio Nacional de Música. Ahí aprendió violín, solfeo y teoría con el maestro José Rocabruna y con el maestro Silvestre Revueltas aprendió la dirección de orquesta.
El 19 de febrero de 1933, Jesús Ruvalcaba participó en su primer concierto en la Asociación Cristiana de Jóvenes en la Ciudad de México, formando un Sexteto Clásico con su primo Higinio Ruvalcaba al piano, Filiberto Mora violín, Ángel Rocha en la viola, José López Flores cello y Benito Monreal en el contrabajo.
Poco tiempo después y durante los años 1934 a 1937, junto con su hermano Salvador Ruvalcaba, se presentaron como dueto en la XEB, él tocando el violín y su hermano el piano.
Al mismo tiempo, Ruvalcaba se dio a conocer en el ambiente musical, por lo que fue llamado para ingresar a distintas agrupaciones musicales como la orquesta de Ernesto Riestra, (jazz sinfónico) con quien llevó a cabo giras en el año 1936 en diferentes Estados de la República Mexicana, tales como Puebla Pue., Mérida Yuc., Veracruz Ver., Guanajuato Gto., etc.
En ese mismo año 1936, al lado de la orquesta de Adolfo Girón, se presentó en el Club Olimpo, en donde también participó el trompetista Jesús Peña Flores, quién tiempo después sería su cuñado. Así mismo, el 1 de enero de 1937 actuó en el Hotel Reforma en la Ciudad de México y casualmente coincidió con el trombonista Cleofas Peña Flores, quien posteriormente también sería su cuñado. 
Para enero de 1937, Jesús Ruvalcaba se inscribió en la Escuela Libre de Música y Declamación con el fin de estudiar armonía y piano.  Estudió composición con el maestro José Francisco Vásquez Cano. A finales de ese año Jesús Ruvalcaba adquirió un violín modelo Schweitzer en la famosa tienda de música Casa Veerkamp en la CDMX.
Ruvalcaba participó como director en los conciertos de alumnos del Conservatorio Nacional de Música, que se llevaron a cabo en noviembre de 1937 en el Teatro Hidalgo de la CDMX, dirigiendo dos Danzas eslavas de Dvorak.  
Al mismo tiempo que Jesús preparaba sus audiencias para ingresar al Conservatorio Nacional de Música, fue requerido para efectuar presentaciones personales en el Teatro Alameda, ubicado en el centro histórico de la Ciudad de México, puesto que en 1938, lo usual era que en la proyección de las películas, durante el intermedio se presentaran artistas en el escenario.

### Consolidación musical
En noviembre de 1940, ofreció su primer concierto como solista de violín en la Sala de Conferencias del Palacio de Bellas Artes.  En consecuencia se dio a conocer ampliamente y para 1941 hacía presentaciones de solos de violín en los programas de radio de la XEQ y XEQQ, bajo la dirección de Ernesto Roemer. Y en 1942 participó en la Temporada de Primavera de difusión cultural para trabajadores en el Teatro del Sindicato Mexicano de Electricistas, ejecutando piezas de Beethoven y durante ese mismo año, Ruvalcaba participó como solista en los Conciertos del Conservatorio Nacional de Música en el Palacio de Bellas Artes.
Posteriormente y siendo director de la orquesta sinfónica de México el maestro Carlos Chávez en agosto de 1942, Jesús era alumno del Conservatorio Nacional de Música, mismo que había adquirido conocimientos y habilidades para tocar el violín, fue entonces cuando solicitó permiso para faltar a clases en un lapso de dos meses para asistir a cursos de estudios superiores impartidas por Joseph Smilovitz, violinista y pedagogo dedicado a la formación musical.
Ya para 1943, Ruvalcaba se unió con el violinista Alfonso Jiménez interpretando el concierto en Re menor para dos violines de Johann Sebastian Bach, para llevar a cabo numerosas presentaciones en diferentes foros con la Sinfónica de Puebla en Puebla, Pue., en la Ciudad de México en la XEW, bajo la dirección de José Sabre Marroquín así como también en la Sala de conciertos de la Asociación Cristiana Femenina. 
En este período (1943-1945) grabó discos de acetato de sus presentaciones en los programas de radio XEW “Album Musical”, así como también un disco de su autoría titulado “Estudio para violín”. Además de otros tres discos interpretando “Ojos negros” del ucraniano Yevhen Pavlovych Hrebinka, “Rondino” y “Balada y Polonesa” de Henri Vieuxtemps y “Romance” de Frederic Fradkin.
En el bienio de 1947 y 1948, Jesús Ruvalcaba ofreció recitales como arreglista y solista de la Orquesta Sinfónica de México y de la Sinfónica de la UNAM en el Anfiteatro Bolívar de la Escuela Nacional Preparatoria, en la Sala de Conferencias del Palacio de Bellas Artes en la CDMX y en el auditorio Justo Sierra en Toluca México.
Para el año 1951 pudo adquirir un violín original de Mathias Homsteiner Musikant und Geigenmacher, fabricado en Mittenwald en 1735.  En su carrera musical, sus interpretaciones más reconocidas fueron el Concierto No.1 Opus 35 para violín y orquesta de Tchaikovski, El Canario de Miron Polyakin, Celos de Jacob Gade y un arreglo propio de Estrellita de Manuel M. Ponce. También Gavota donde colabora con arreglos para violín y piano.
Para 1952, obtuvo la plaza de solista violinista en la Jefatura del Departamento del Distrito Federal, y en ese mismo año, después de haber efectuado una prueba de admisión, fue integrado a la Orquesta de Cámara del Sindicato Único de Trabajadores de la Música del Distrito Federal. Además, se hizo miembro en la especialidad de Play-Backs en la Sección de Actores del Sindicato de Trabajadores de la Producción cinematográfica de la República Mexicana, teniendo oportunidad de participar en dos películas mexicanas: “Por qué peca la mujer” con Leticia Palma (1952) y  “Un divorcio” con Marga López (1953).
En septiembre de 1952 ofreció un concierto como solista en la Terraza del Castillo de Chapultepec de la CDMX bajo la dirección de José Rocabruna y el 3 de enero de 1954 en Mexicali, B.C. se presentó con la orquesta Sinfónica de Mexicali dirigida por el maestro Pedro Luis Santos Carbó, en lo que sería una de sus últimas presentaciones.

### Vida personal
El 1 de junio de 1937 a los 27 años de edad se casó por el civil con María Guadalupe Peña Flores y la ceremonia religiosa se llevó a cabo en la Parroquia de San Cosme, en la Ciudad de México el 1 de agosto del mismo año. El matrimonio procreó cuatro hijas: Martha Estela, Lucilla Guadalupe, María Guadalupe y Reyna María Florina.
Ruvalcaba se caracterizaba por ser una persona muy alegre, sociable, amante de los gatos y extremadamente ansioso de aprender, tenía gran facilidad de hacer amigos, daba acogida en su casa a todo aquel que conocía y sobre todo a extranjeros, organizaba comidas, tertulias y paseos cercanos al Distrito Federal. Fanático de la fiesta brava, le permitió conocer a varios toreros, algunos de ellos fueron los mexicanos Carlos Arruza, Lorenzo Garza Arrambide y Antonio Velásquez. En el ambiente artístico hizo amistad con algunos artistas muy conocidos como Blanca Estela Pavón, Tito Guízar, Arturo de Córdova, Germán Valdés “Tin Tan” y Arturo Manrique “Panzón Panseco”, entre otros.

### Muerte
En agosto de 1954, Jesús Ruvalcaba Dorado, se encontraba en la sala de su casa, escuchando un concierto en la estación de radio XELA-AM, frente a él un cuaderno pautado en donde escribía un arreglo musical, a su lado su esposa tejiendo y sus cuatro hijas dibujando y haciendo la tarea, cuando de pronto, se levanta diciendo que se iba a acostar, su esposa le preguntó si se sentía bien porque le notó los pies hinchados, a lo cual contestó, “me siento cansado”. Pero a la mañana siguiente, a causa de una hipertensión portal, murió en la Ciudad de México.

## Distinciones
- Primer concurso de piano, violín y canto de la Sala Wurlitzer - Steinway (1946)